# Лукашкин-Ярское сельское поселение
Лука́шкин-Я́рское се́льское поселе́ние — муниципальное образование в Александровском районе Томской области Российской Федерации.
Административный центр и единственный населённый пункт: село Лукашкин Яр.
В поселение входила деревня Тополевка, упразднённая в 2004 году.

## История
Статус и границы сельского поселения установлены Законом Томской области от 15 октября 2004 года № 227-ОЗ № 446-ОЗ О наделении статусом муниципального района, сельского поселения и установлении границ муниципальных образований на территории Александровского района.

## Население
| 2002 | 2010 | 2012 | 2013 | 2014 | 2015 | 2016 |
| ---- | ---- | ---- | ---- | ---- | ---- | ---- |
| 633  | ↘413 | ↘401 | →401 | ↗406 | ↘393 | ↘390 |
| 2017 | 2018 | 2019 | 2020 | 2021 |      |      |
| ↘388 | ↘372 | ↘368 | ↘367 | ↘246 |      |      |